# Klokan obrovský
Klokan obrovský (Macropus giganteus) je mohutný druh klokana, který se vyskytuje ve východní Austrálii a východní Tasmánii. Po klokanovi rudém se jedná o druhého největšího zástupce klokanovitých. Živí se hlavně trávou a v místech ideálního habitatu může dosahovat vysoké hustoty osídlení o několika desítkách klokanů na jediný čtvereční kilometr. Celková početnost druhu dramaticky kolísá v závislosti na úhrnu srážek, k roku 2010 se odhadovala na 11,4 milionu u pevninského poddruhu. Poddruh z Tasmánie čítá kolem 10–20 tisíc jedinců. 

## Systematika
Druh formálně popsal v roce 1790 anglický přírodovědec George Shaw. Jedná se o typový druh rodu Macropus. Rozlišují se 2 poddruhy:
- Macropus giganteus giganteus – rozšířen ve východním a středním Queenslandu, ve Victorii, Novém Jižním Walesu a jihovýchodní Jižní Austrálii;
- Macropus giganteus tasmaniensis – endemický Tasmánii.[4]

Nejbližším příbuzným klokana obrovského je klokan velký, se kterým se výjimečně může křížit. Za zajetí jsou známy případů křížení samic klokana obrovského se samci klokana velkého; jejich samčí potomci byli neplodní, samice byly plodné. V českém odborném názvosloví se pro klokana obrovského užívaly názvy klokan šedý a klokan veliký.

## Výskyt a početnost
Žije ve východní Austrálii a východní Tasmánii. Byl introdukován na ostrov Maria u východotasmánských břehů. V pevninské Austrálii obývá oblasti od hladiny moře po subalpínské traviny. Populace klokana obrovského z pevninské Austrálie je značně početná, což je přičítáno na vrub vybudování četných vodních stanic pro místní dobytek, které s oblibou využívají také klokani obrovští.
Celková početnost klokana obrovského je silně ovlivněna úhrnem srážek. Tak např. v letech 1980–1982 byla celková populace odhadnuta na asi 9 milionů, avšak následkem období sucha populace klesla k roku 1984 na 5,8 milionů. K roku 1990 se populace již zotavila na původních asi 9 milionů, a v roce 2001 byl odhad již kolem 29,7 milionů jedinců a v roce 2010 již jen 11,4 milionu. Početnost poddruhu tasmaniensis se odhaduje jen na 10–20 tisíc.

## Popis
Jak už druhový název napovídá, jedná se o mohutné zvíře. Samec dosahuje velikosti těla kolem 1,05–1,4 m, jeho ocas měří asi 0,95–1 m. Samice měří 0,85–1,2 m a její ocas je dlouhý kolem 0,75 m. Samci mohou vážit až 85 kg, samice do 42 kg. Jedná se o druhého největšího zástupce klokanovitých; větším je pouze klokan rudý.
Svrchní část těla je šedohnědá, spodina je světle šedá až bílá. Končetiny jsou světlejší. Ocas, který je kratší než tělo, je tlustý, těžký a svrchu tmavě hnědý, zespoda světle šedý. Nápadné jsou velké ušní boltce, které jsou zvenku tmavě hnědé a zevnitř světle šedé. Samce lze rozlišit podle větší velikosti a silnější svaloviny, která je výrazná hlavně na hrudi a horních končetinách. Při hopsání klokan obrovský udržuje vzpřímenou pozici s ocasem zakřiveným nahoru. Od jiných klokanů se odlišuje ostrstěným nosem a jemnými chloupky mezi nozdrami a horním pyskem. Oproti klokanu velkému jej lze zřetelně odlišit podle šedého zbarvení.

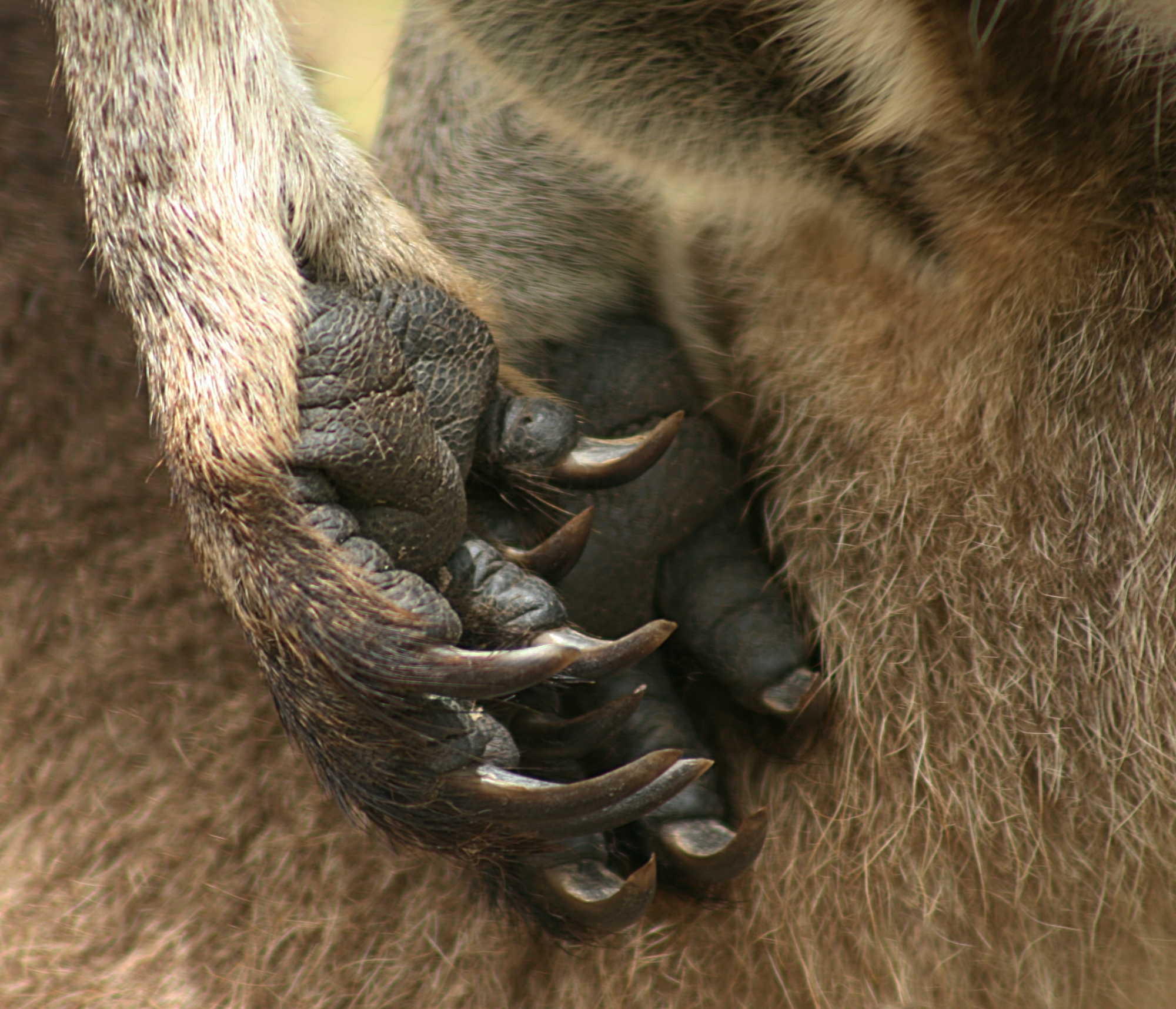
Detail předních končetin
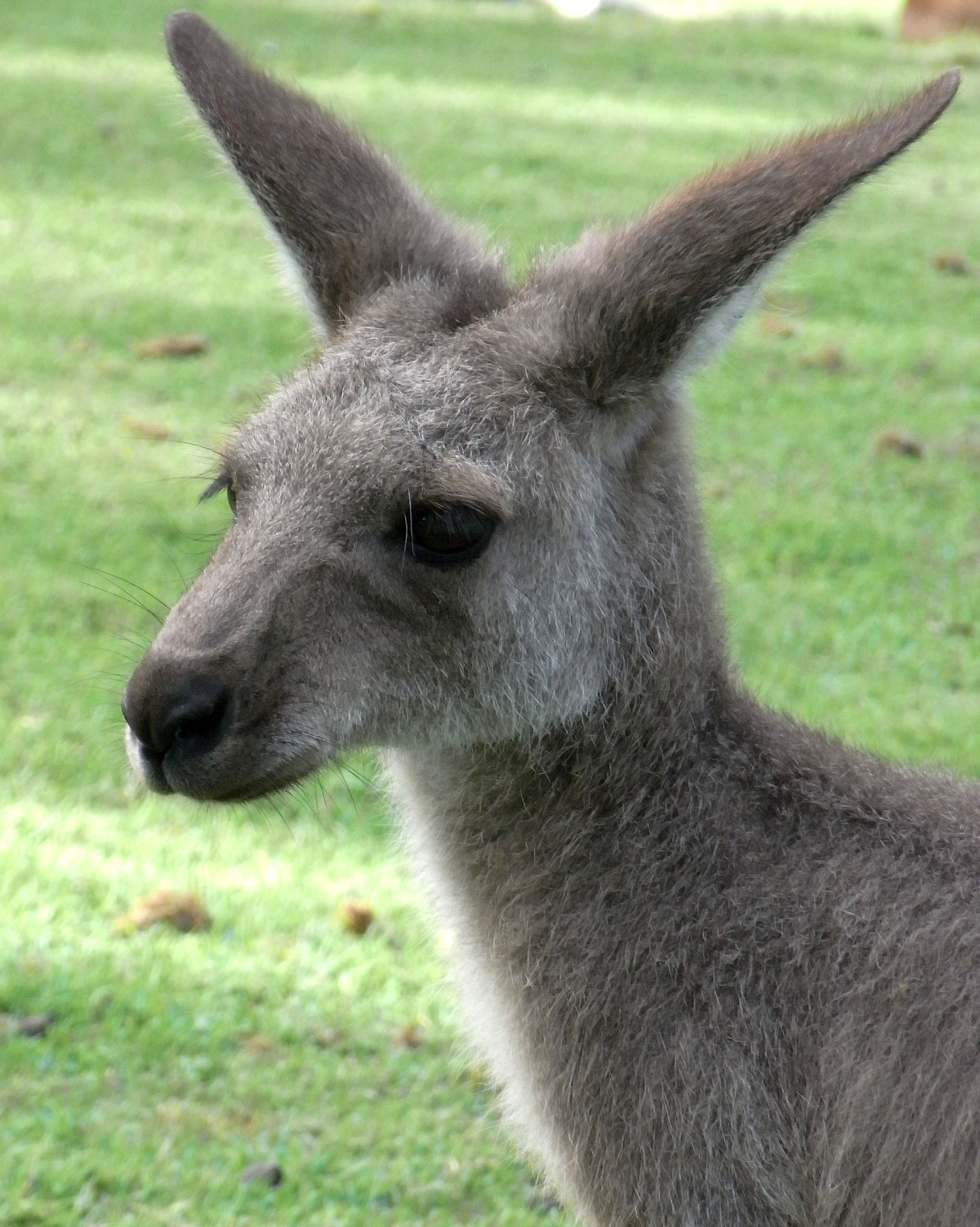
Hlava s patrnými velkými ušními boltci
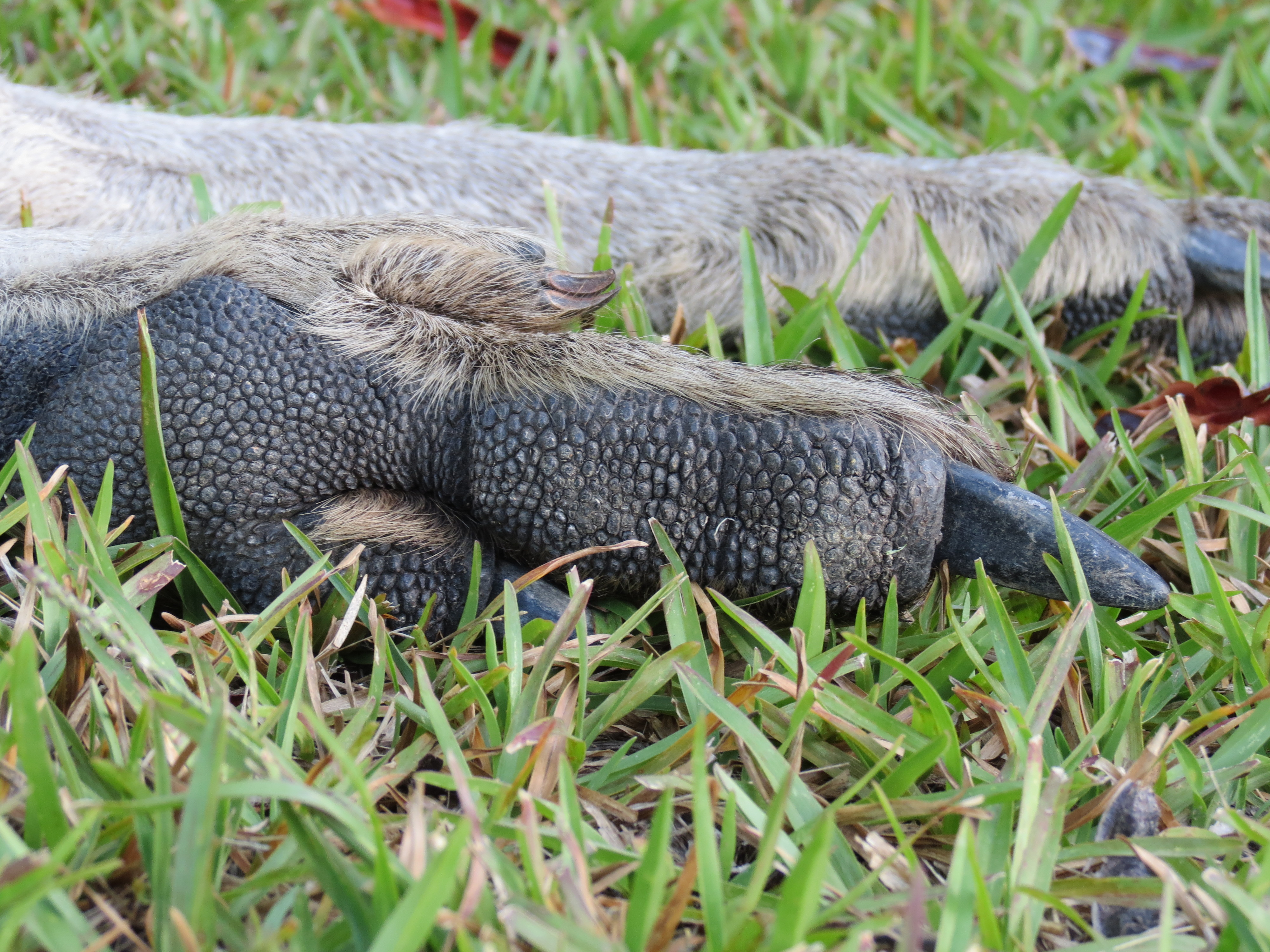
Detail zadních končetin
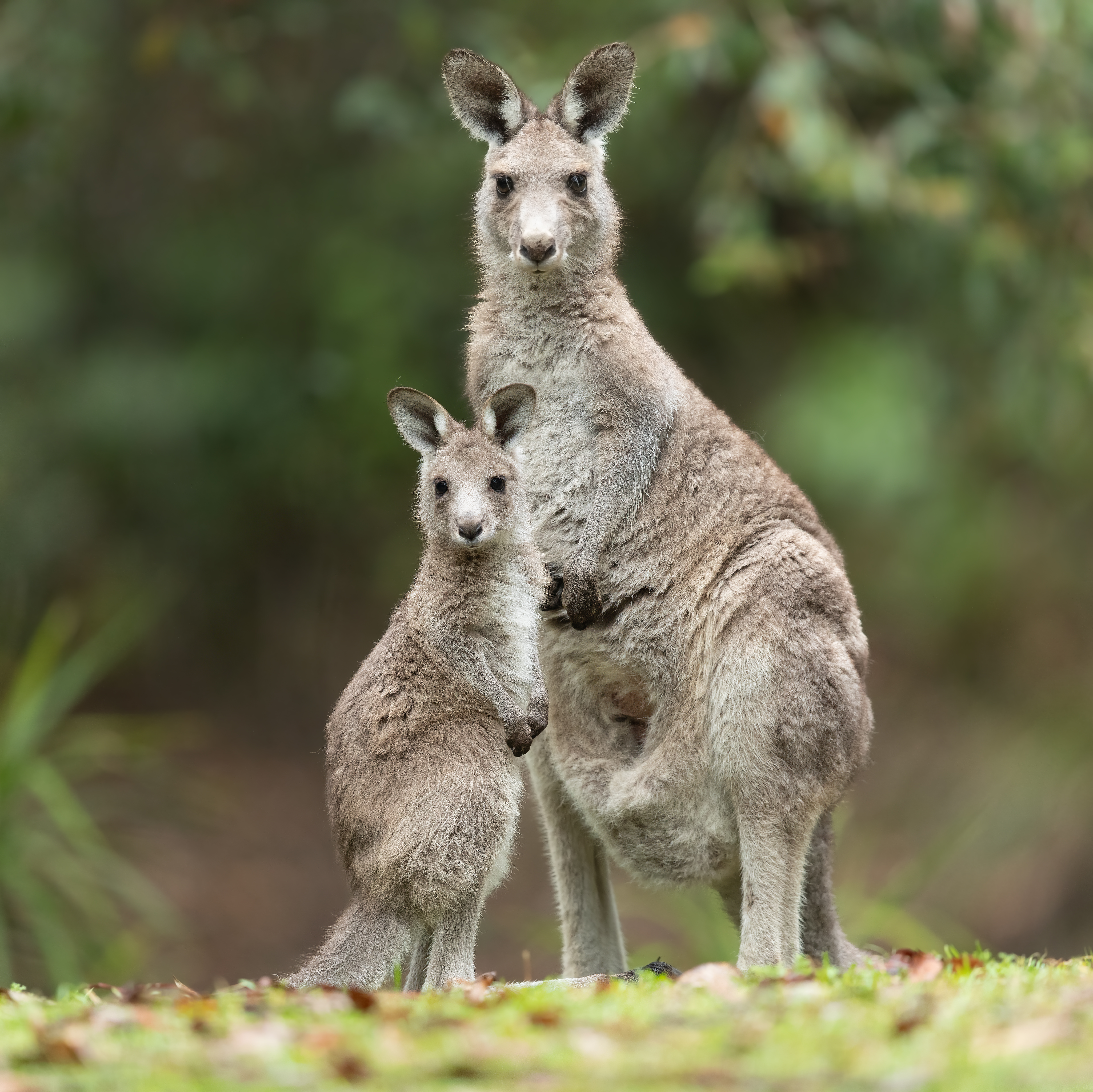
Samice s mládětem

## Ekologie a chování

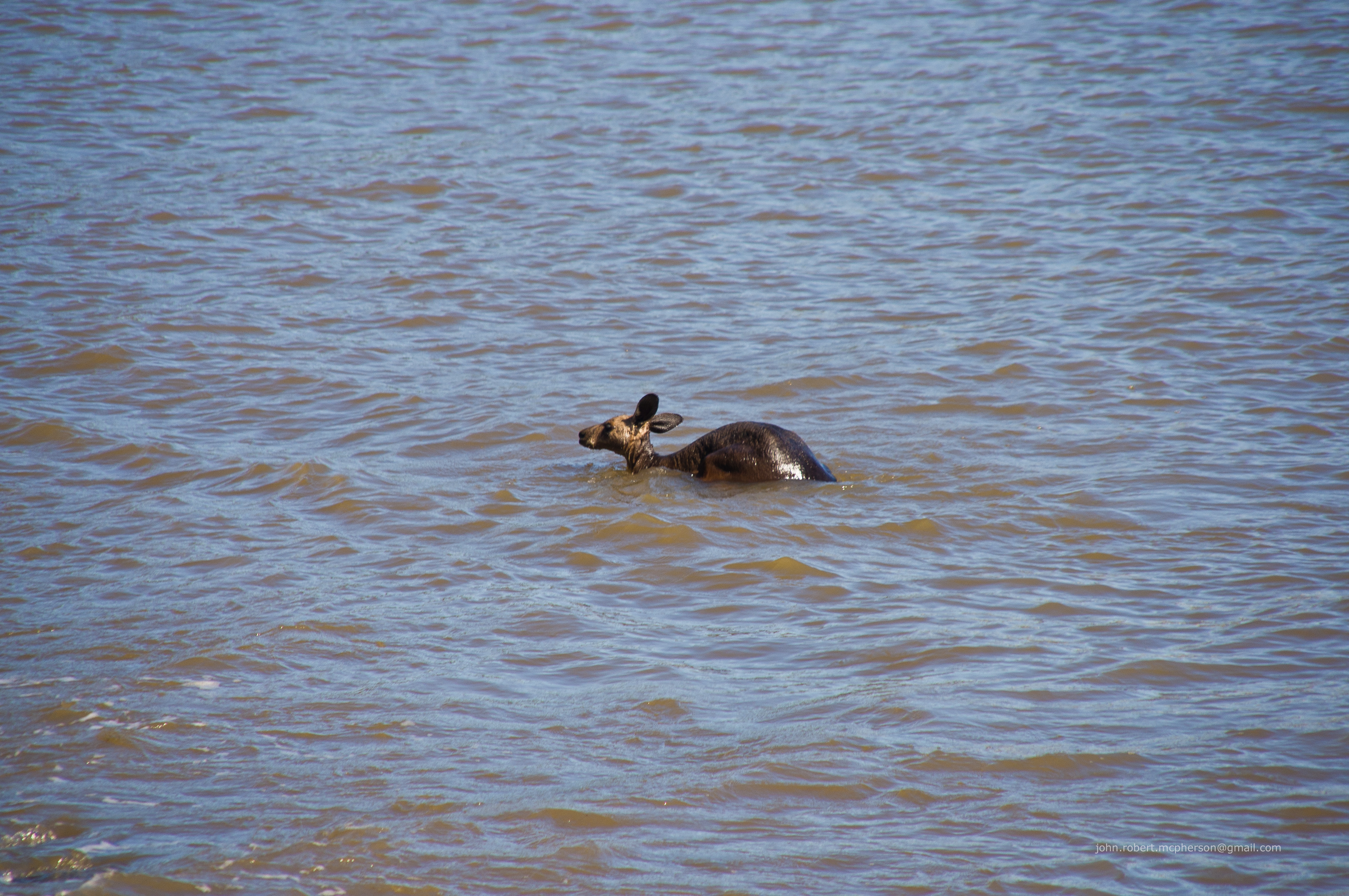
Plavající klokan obrovský

Obývá polosuchá zatravněná a zalesněná území jako jsou sklerofylové lesy, savany, křovinaté buše, otevřené lesy, pastviny a zalesněné horské oblasti s ročními úhrny srážek nad 250 mm. Jedná se převážně o nočního živočicha. Přes den odpočívá v zastiněných místech pod stromy a keři, v pozdním odpoledni až na večer vychází na pastvu ve volně uspořádaných skupinách. Tyto skupiny typicky mají do 50 jedinců, přičemž na pastvištích se někdy rozdělí do menších podskupinek o 2–10 jedincích. V časném ránu aktivity utlumuje a zalézá zpět mezi stromy. Je býložravec, živí se bylinami a trávou, občas okusuje i keře.
V případě ohrožení se klokan obrovský může uchýlit i do vody, ve které umí dobře plavat. Typický hlasový projev představuje hlasitý zvuk připomínající kašel, kterým se projevu v případě vyrušení. V době námluv a při komunikaci mezi matkou a mládětem komunikuje mlaskacími zvuky. Pohybuje se hopsáním a dokáže vyvinout stálou rychlost až kolem 40 m/h. Nejvyšší zaznamenaná rychlost klokana obrovského byla 64 km/h. Klokan obrovský je stálý druh, co žije v tomtéž domovském okrsku, jehož velikost se pohybuje mezi 30–160 hektary, přičemž okrsky jednotlivých klokanů se prolínají. V nepříznivém habitatu je hustota osídlení poměrně řídká a pohybuje se pouze kolem 1 klokana obrovského na 1 km². V příznivých podmínkách však může být i 5 jedinců na 1 km² a reportovány dokonce byly i desítky (dokonce až 100) jedinců na 1 km².

### Rozmnožování

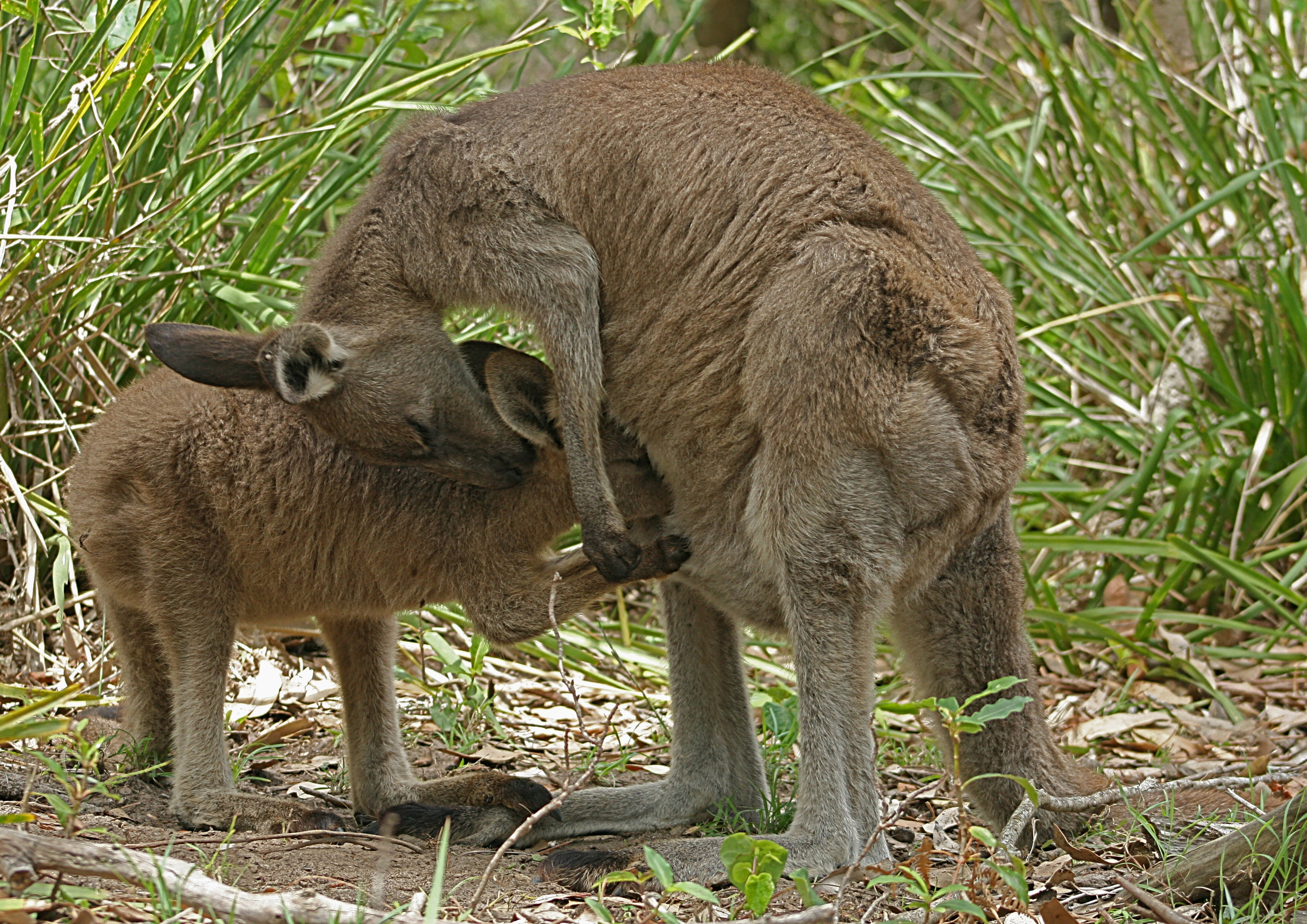
Mládě klokana obrovského při laktaci

K rozmnožování může docházet po celý rok, avšak vrcholné období vrhů nastává v létě. K době říje zůstávají samci v těsné blízkosti samic. Očmuchávají jim kloaku a vak, aby tak zjistili, zda samice již vstoupila do estrálního cyklu. Samci během bojů o přízeň samic mezi sebou mohou svádět i fyzické souboje, kdy zadní končetiny používají ke kopání a přední k boxování, typicky se však jejich spory o samice omezují na ritualizovaná pózování. K tomu patří vyrývání trávy s pomocí horních tlapek, otírání hrudi dominantního samce o strom nebo stoupání si špičky i pochodování po špičkách, čímž se snaží poukázat na svou výšku.
Jakmile samice svolí k páření, dochází k poměrně dlouhé kopulaci, která může trvat i 50 minut. Doba březosti trvá kolem 36 dní, načež dochází k vrhu. Během něj pouze se jedno (výjimečně byla zaznamenána i dvojčata) 800mg mládě pomocí drápků na předních nohách vyšplhá srstí matky z dělohy do vaku (samci vak nemají), kde se přisaje k jednomu ze 4 struků. Struk se prodlouží, jeho konec zduří a mláděti srostou ústní koutky, takže je na struku pevně přichyceno. Protože ještě nemůže sát samo, samice mu několikrát denně vstříkne mléko do tlamičky. Mláďata sají mateřské mléko i po opuštění vaku, asi do věku 18 měsíců. Pokud mládě ještě není schopné samostatného života (je ve vaku) a samice je oplodněna, přeruší se vývoj vajíčka ve stadiu blastocysty a rané embryo zůstane připraveno v děloze do chvíle, než mládě opustí vak, k čemuž dochází ve věku kolem 11 měsíců, avšak přichází se občas nakojit až do věku 18 měsíců. Samec se o potomky nestará.

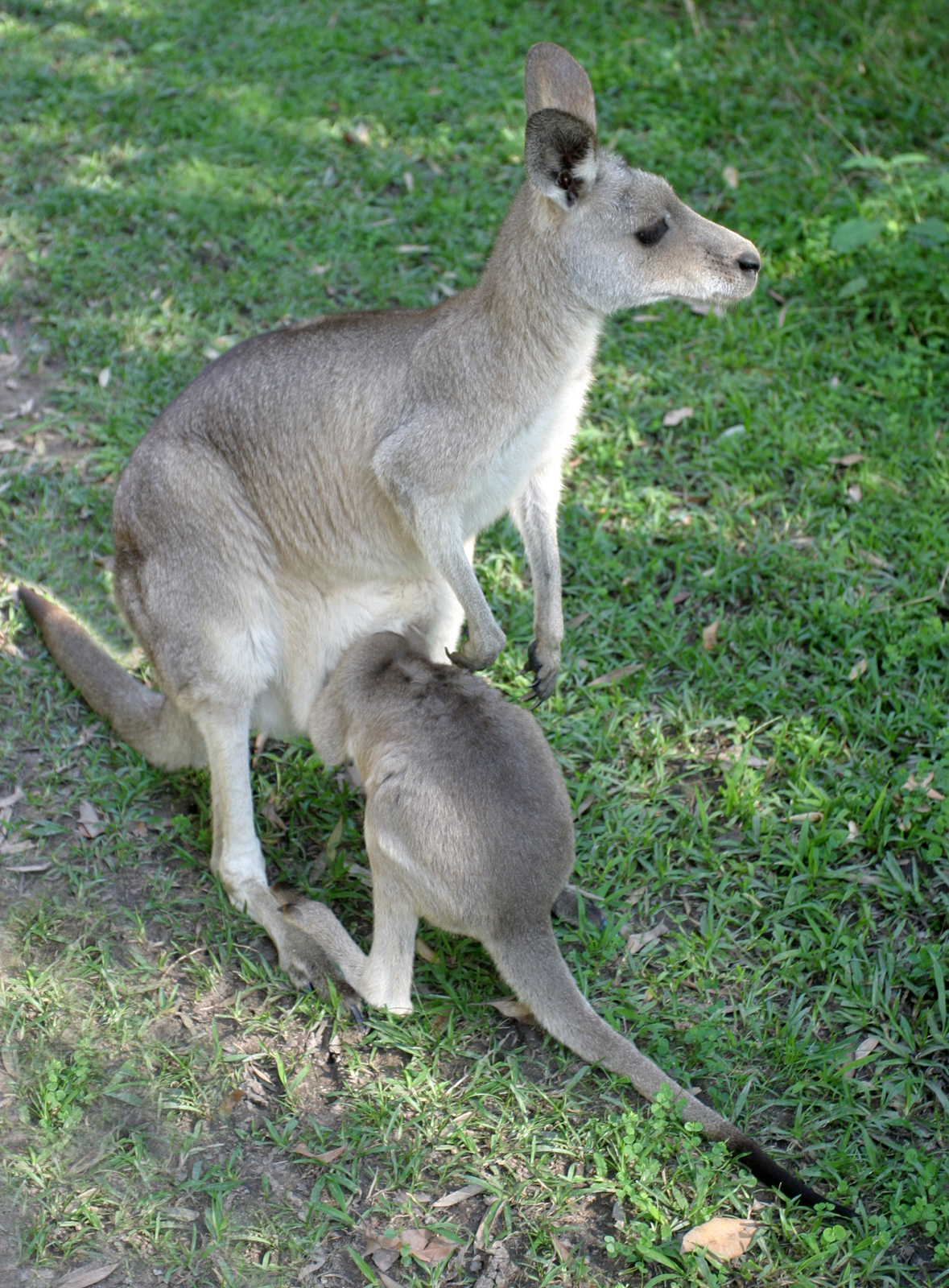
Samice s mládětem

Pohlavní dospělosti dosahuje samec mezi 20–72 měsíci, samice mezi 20–36 měsíci. Ve volné přírodě se může dožít nejméně 20 let, v zajetí i 25 let.

## Ohrožení
Jedná se o málo dotčený druh. Tasmánský poddruh trpí ztrátou přirozeného prostředí, které ustupuje zemědělství.
Podobně jako další druhy velkých klokanů, i klokani obrovští bývají odstřelováni za účelem snížení jejich negativního dopadu na zemědělství. Mezi lety 1987–2009 se počet každoročně odstřelených klokanů obrovských pohyboval mezi 0,7–1,8 milionu. V minulosti byli klokani obrovští i hojně loveni pro sportovní účely. Od konce 20. století se však situace zlepšila a pro sport jsou už loveni minimálně. Pře evropským osídlením Austrálie byli klokani obrovští hojně loveni místními Aboriginci.

## Chov v zoo
V lednu 2024 byl tento druh chován přibližně v 28 evropských zoo, v Česku ve třech zoo (Zoo Hodonín, Zoo Plzeň, Zoo Praha).
V Zoo Praha je klokan obrovský chován historicky. Současný chov byl započat dovozem dvou samců z kodaňské zoo v únoru 2020. Tento druh je chován v expozičním celku tasmánské a australské fauny Darwinův kráter. Zvířata byla poprvé vypuštěna do expozičního výběhu 28. března 2020. Výběh obývají společně s klokany rudokrkými.